# Andrea Stella (Ingenieur)

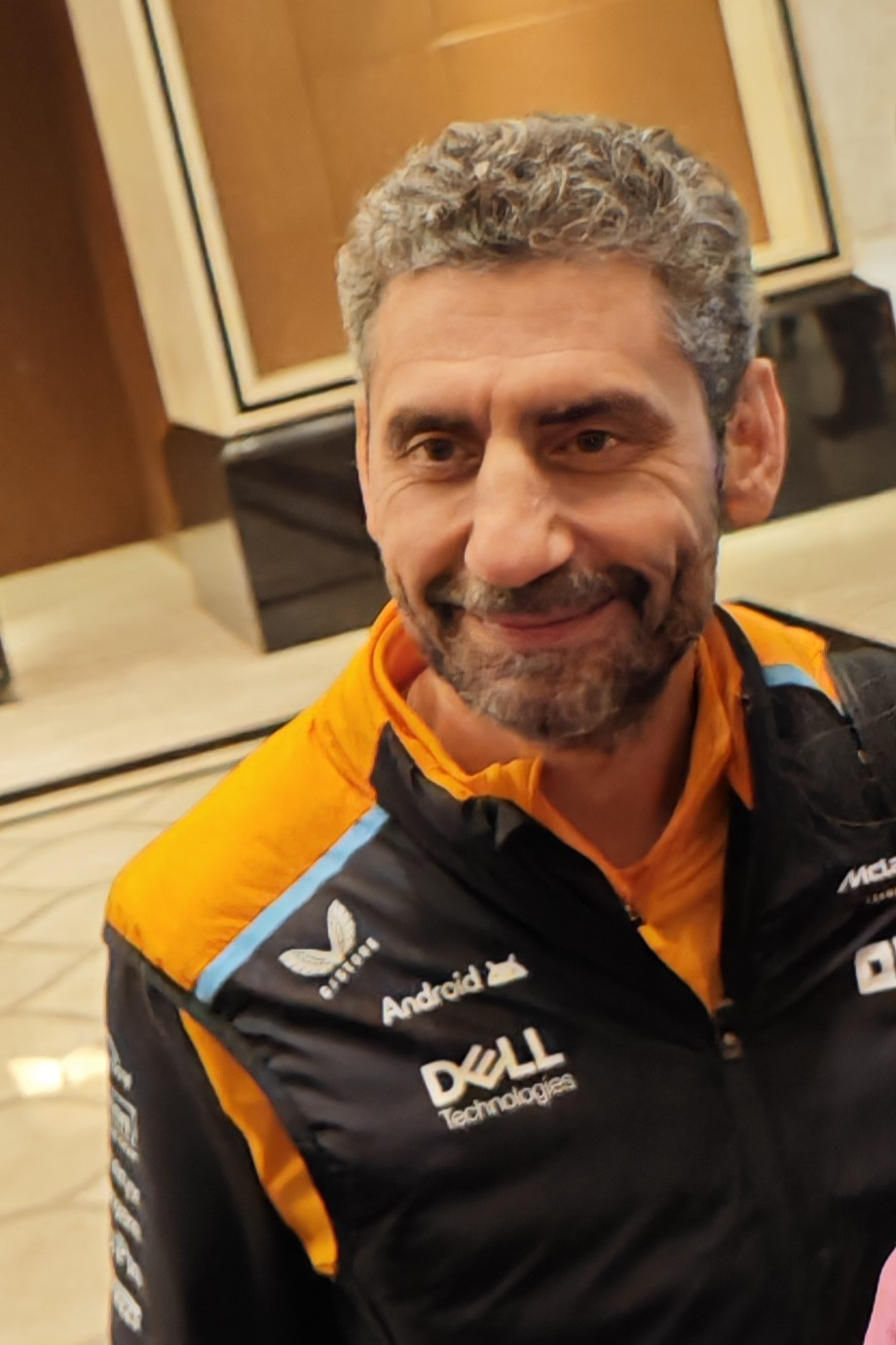
Andrea Stella 2024

Andrea Stella (* 22. Februar 1971 in Orvieto) ist ein italienischer Luftfahrttechniker und ehemaliger Renningenieur. Seit Januar 2023 ist er Teamchef beim McLaren F1 Team.

## Karriere

### Bei Ferrari
Andrea Stella studierte mit Abschlüssen Luftfahrttechnik an der Universität La Sapienza in Rom. 2000 begann er seine Tätigkeit bei der Rennmannschaft von Ferrari. Erst war Stella im Testteam aktiv, nach weitgehenden Verboten von Fahrzeugtests während der Saison war er für die Vorbereitung der Einsatzfahrzeuge von Michael Schumacher zuständig.
2009 wurde er Renningenieur bei den Renneinsätzen von Kimi Räikkönen und war in dieser Funktion seit der Formel-1-Saison 2010 für Fernando Alonso aktiv. 

### Bei Mclaren
Nach Alonsos Wechsel zu McLaren zur Saison 2015 folgte Stella ihm zum britischen Traditionsrennstall und wurde dort Alonsos Renningenieur. Seit dem Beginn der Saison 2023 ist er dort Teamchef.